# Norte Pequeno
Norte Pequeno é uma freguesia açoriana do município da Calheta, nos Açores, com 11,59 km² de área e 196 habitantes (censo de 2021). A sua densidade populacional é 16,9 hab./km².

## Descrição
A freguesia situa-se na costa norte da ilha de São Jorge. O núcleo populacional original foi formado por pessoas oriundas da vila da Calheta que por volta de 1690 edificaram uma ermida, a dedicada a São Lázaro, embrião da atual igreja paroquial, a Igreja de São Lázaro. A ermida foi em 1712 erigida em curato, sendo finalmente desligado da Matriz da Calheta, a Igreja de Santa Catarina no ano de 1748, passando a paróquia independente.
Esta igreja foi destruída pelo grande terramoto de 1757, o famigerado Mandado de Deus, que trouxe a destruição e a morte a toda a parte leste da ilha de São Jorge.
Em 2003, por iniciativa do conselho económico de então,a igreja foi novamente alvo de novas remodelações, dando-se início ao atual interior, as obras foram executadas com o auxílio de alguns dos habitantes da freguesia e com o apoio da Junta de Freguesia. As obras foram inauguradas em 2004.

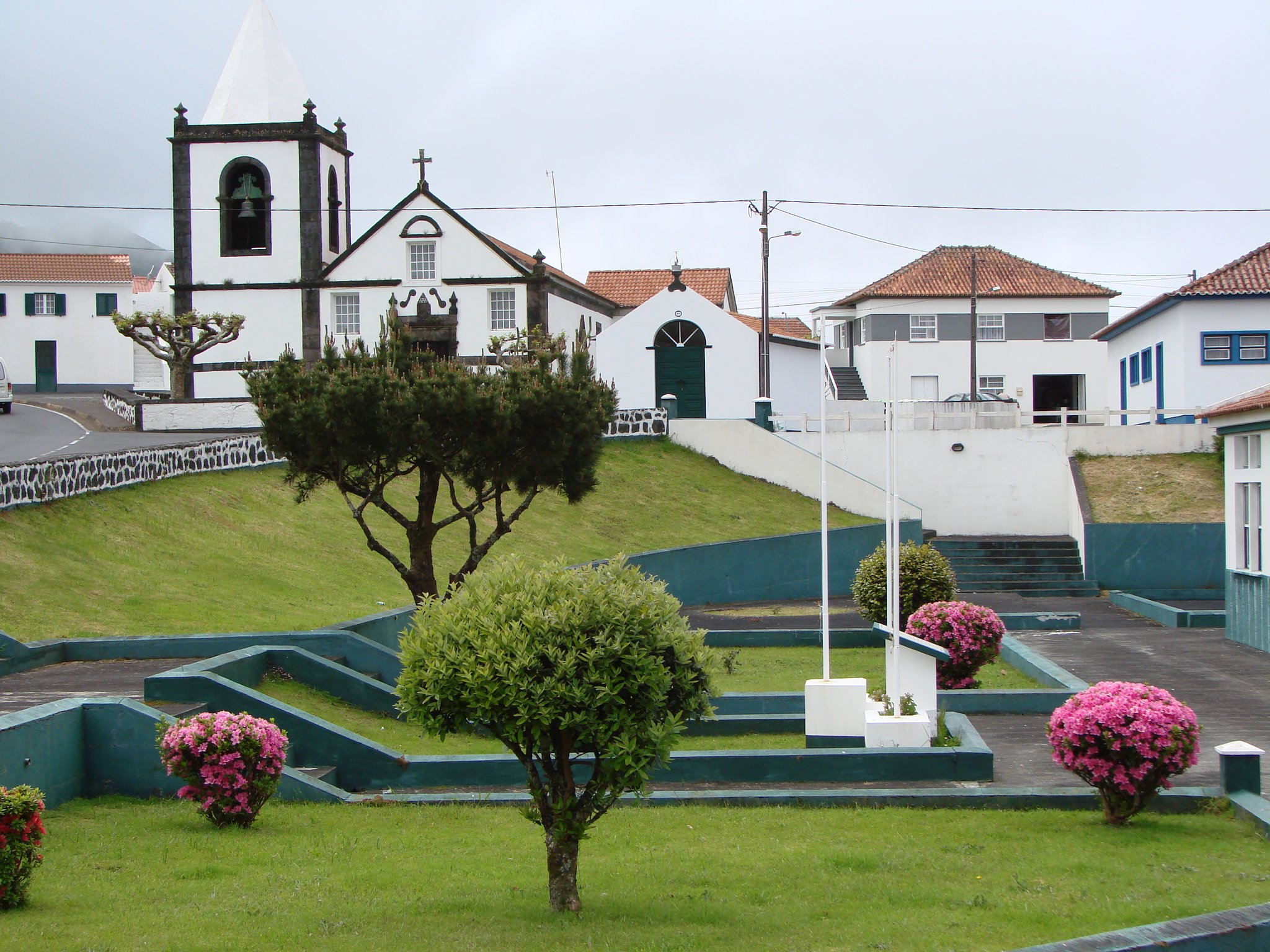
Norte Pequeno, Largo da Freguesia, 2011

A freguesia hoje, apesar da sua pouca população, possui uma Escola de Ensino Básico, Casa do Povo, Salão Paroquial, um Grupo de escoteiros da AEP - Grupo nº 223 e uma moderna unidade fabril da Cooperativa Agrícola de Laticínios do Norte Pequeno onde se procede ao fabrico do queijo.
Existe também uma Filarmónica fundada em 1981 - A Filarmónica Recreio de São Lázaro, embora umas das mais jovens dos Açores, é considerada pelo Governo Regional dos Açores como uma melhores bandas da ilha e classifica "o trabalho desenvolvido em matéria de instrução e cultura, de muita qualidade, proporcionando aos residentes locais momentos de lazer e de aprendizagem".
Na freguesia comemora-se dois dias mais importantes: O dia 15 de agosto, dia de Nossa Senhora do Rosário e o dia 17 de dezembro o Dia de São Lázaro, neste dia comemora-se o aniversário da Filarmónica Recreio de São Lázaro.
A freguesia inclui no seu território diversas fajãs da costa norte da ilha, entre as quais a Fajã da Penedia,Fajã das Pontas, a Fajã do Mero ou a Fajã da Neca, fazendo-se através dela o acesso à famosa Fajã dos Cubres e desta a Fajã da Caldeira de Santo Cristo.
Nesta localidade tem origem um Percurso pedestre, denominado: PRC6SJO - Trilho do Norte Pequeno, que faz parte da Lista do Percursos Pedestres dos Açores, e que se estende ao longo de vários quilómetros de forma circular se se atender ao facto de se iniciar e terminar no mesmo local.
A freguesia é constituída pelos seguintes lugares: Canada das Lajes, Canada do Porto, Largo de Igreja, Canada Lázaro Nunes, Canada da Igreja, Caminho da Fajã dos Cubres, Canada da Ginja, Canada do Jogo do Poço, Travessa do Terreiro, Caminho Novo, Canada da Fajã do Mero, Atalhada, Canada do Raulino, Fajãs da Neca, Pontas, Penedia, Mero e Fundura.

## Demografia
A população registada nos censos foi:
| Distribuição da População por Grupos Etários | Distribuição da População por Grupos Etários | Distribuição da População por Grupos Etários | Distribuição da População por Grupos Etários | Distribuição da População por Grupos Etários |
| -------------------------------------------- | -------------------------------------------- | -------------------------------------------- | -------------------------------------------- | -------------------------------------------- |
| Ano                                          | 0-14 Anos                                    | 15-24 Anos                                   | 25-64 Anos                                   | > 65 Anos                                    |
| 2001                                         | 47                                           | 21                                           | 144                                          | 49                                           |
| 2011                                         | 25                                           | 22                                           | 119                                          | 54                                           |
| 2021                                         | 14                                           | 23                                           | 114                                          | 45                                           |

## Sociedade Filarmónica Recreio de São Lázaro
No início da década de oitenta um grupo de pessoas do Norte Pequeno encabeçado por Urbano Augusto Bettencourt, António Faustino Oliveira e João Pedroso Bettencourt, tomaram a iniciativa de fundar uma filarmónica. A freguesia do Norte Pequeno que tem grandes tradições culturais e religiosas, nessa altura a freguesia não tinha filarmónica e recorria a filarmónicas de outros lugares da ilha para animarem as festas do Norte Pequeno, como a festa do padroeiro (São Lázaro), e as festas do Espírito Santo.
A filarmónica foi fundada exatamente no dia do padroeiro do Norte Pequeno, a 17 de Dezembro de 1981, São Lázaro que deu o seu nome à filarmónica e ficando o seu padroeiro. O único que tinha conhecimentos de música até então era o Sr. Manuel Firmino Quaresma Azevedo, que com grande dedicação ensinou vinte e três pessoas, que não sabiam música a tocarem em 21 meses, onde fizeram a sua primeira apresentação pública a 23 de Outubro 1983, na inauguração da casa do povo. Nessa saída, os vinte e três músicos saíram com todos os instrumentos emprestados, pois não tinham fundos para comprarem os seus próprios instrumentos.

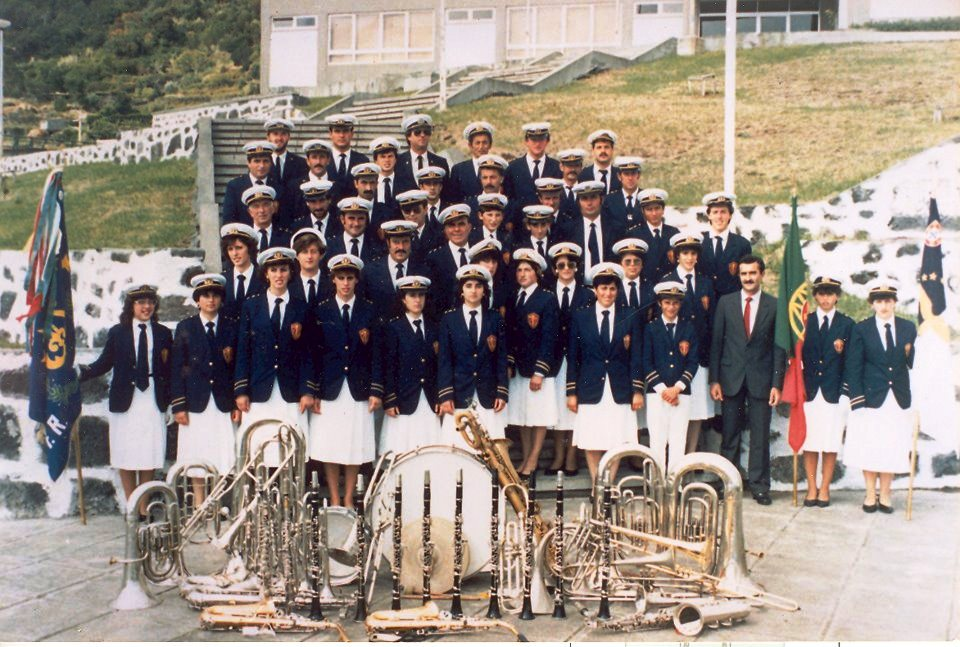
Sociedade Filarmónica Recreio de São Lázaro, 1995

A 26 de maio de 1985 a filarmónica estreou o seu fardamento, camisa azul e calça branca. No início da década de 90 a filarmónica já contava com um número considerado de músicos (mantém uma média de 35 elementos), e foi nesta altura que conseguiu alguma projeção regional e um número de 45 elementos, sob a batuta de Rogério Lemos Oliveira, um dos seus músicos fundadores.
Nessa mesma década, foi aí que esta filarmónica teve alguns problemas em que Rogério Lemos Oliveira abandona a regência, pois sentiu que a filarmónica necessitava de uma mudança e assim abandonou a regência, em que lhe seguiu Marco Reis, que pouco mais de um ano esteve, tal como Joaquim Borba que sucedeu a Marco Reis na regência desta filarmónica, que foi tomada pelo Sr. José Octávio Reis. É de salientar que durante este período de mudança de regentes, ela nunca esteve sem regente nem nunca se ameaçou fechar as suas portas ou deixar de tocar por falta de regência. O Sr. José Octávio Reis, originário do Topo, esteve na filarmónica de 1996 até 2009, ano em que teve de abandonar a regência devido a problemas de saúde. Trouxe consigo bastante estabilidade para a banda a nível musical e, recuperando assim, o estatuto alcançado no início da década de 1990. Atualmente a regência cabe ao jovem maestro António Sousa. A sua sede é hoje em dia no Centro Paroquial tal como sempre foi.

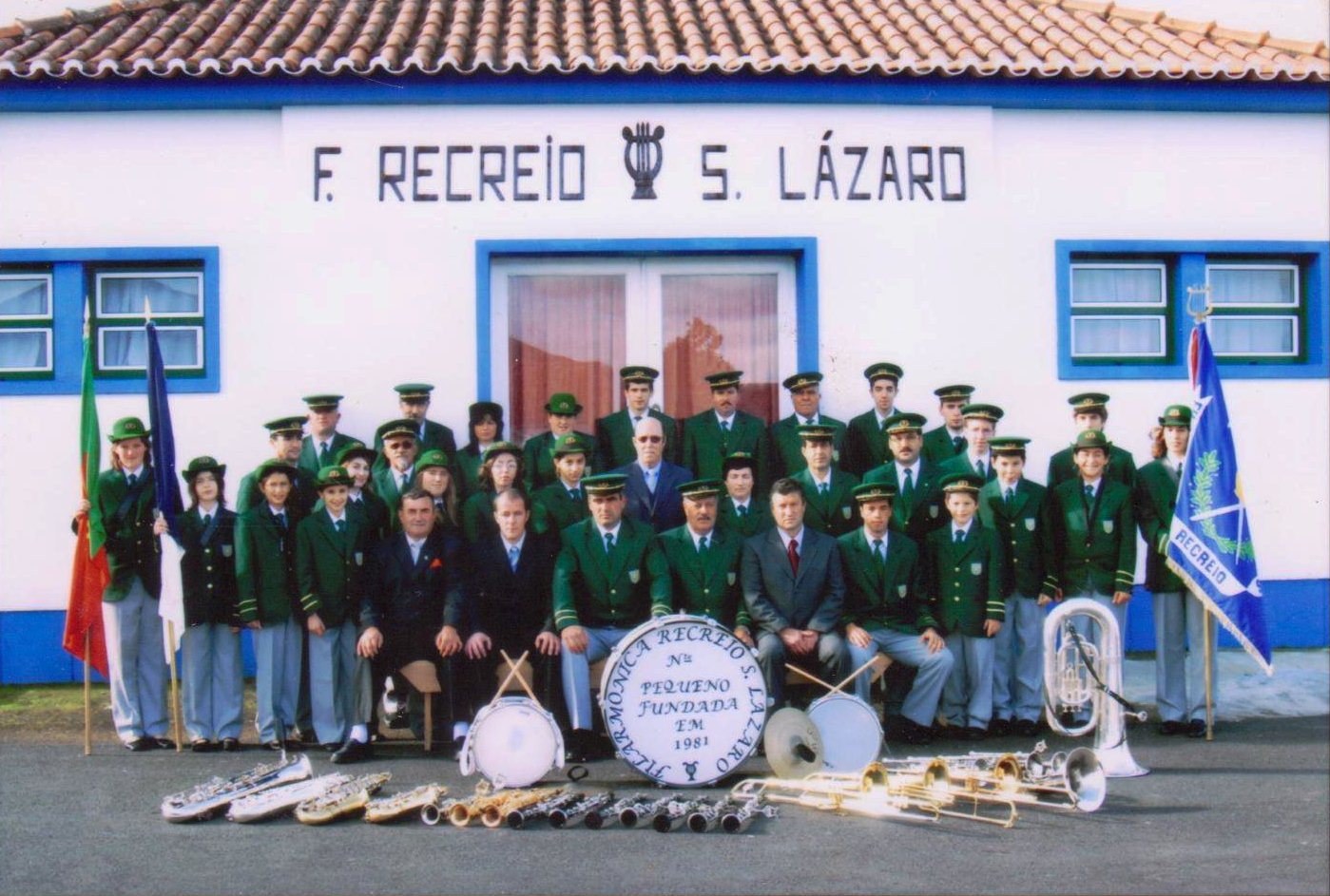
Sociedade Filarmónica Recreio de São Lázaro, 25º Aniversário, 2006

Atualmente a banda utiliza o mesmo fardamento que estreou em 2006 constítuida por: 1 boné (verde) de homem e mulher, 1 casaco (verde), 2 divisas (verdes), 1 camisa de manga curta (branco), 1 camisa de manga comprida (branco), 1 camisa de manga curta (verde), 1 gravata (verde) e 1 calças de homem e mulher (cinzento). As mulheres possuem também 1 saia (cinzento). Todo o fardamento é confecionado pela Alfaiataria Ribatejo.
A princípio a Filarmónica Recreio de São Lázaro, quando se instalou aqui, pagava uma renda simbólica. Depois, a Filarmónica fez um acordo com a casa do povo e com o padre de então, para que a filarmónica tomasse conta das despesas da casa, tanto mais que atualmente é a filarmónica que cobre a manutenção do centro, e foi ela que em 2003 através da ajuda da câmara e do governo, e com a ajuda de toda a população, ampliou o salão para o dobro e construiu uma das melhores e mais bem equipadas cozinhas existentes na ilha. Esta sede oferece atualmente um ponto de convívio excelente para todas as gerações da freguesia, com excelentes condições para a prática de festas, jantares e bailes, com um bar remodelado e em óptimas condições.
Esta Banda participa com bastante regularidade em diversos eventos realizados na ilha de São Jorge e tem feito ao longo do tempo com regularidade diversas deslocações a outras ilhas dos Açores, nomeadamente às ilhas do Pico, Terceira, Graciosa, Flores, Faial e São Miguel.	
Em 2003 participa na gravação de um CD editado pela Câmara Municipal da Calheta, juntamente com todas as Bandas do Concelho.	
Em Outubro de 2006 grava finalmente e em exclusivo, o seu primeiro registo discográfico..

## Voto de Congratulação à Sociedade Filarmónica Recreio de São Lázaro pela A.L.R.A.A.
Voto de Congratulação à Sociedade Filarmónica Recreio de São Lázaro por ocasião do seu 25º Aniversário pela Assembleia Legislativa da Região Autónoma dos Açores a 23 de Novembro de 2006:
"Estávamos no início da década de oitenta quando um grupo de cidadãos da freguesia do Norte Pequeno, liderados por Urbano Augusto Bettencourt, António Faustino Oliveira e João Pedroso Bettencourt, tomaram a iniciativa de fundar uma Banda Filarmónica. Extraordinária foi a adesão a esta iniciativa, naturalmente motivada pela existência de fortes tradições culturais e religiosas, em que toda a população da freguesia se empenhou e que tinha como destino abrilhantar os diversos eventos que anualmente se
realizavam. Num dia cheio de simbolismo para a localidade - a 17 de Dezembro de 1981, dia dedicado ao seu padroeiro - era então fundada a Filarmónica Recreio de São Lázaro. Um mês mais tarde abriu a Escola de Música, dirigida por aquele que viria a ser o primeiro Regente da Banda, Sr. Manuel Firmínio Quaresma Azevedo, que com uma grande dedicação e persistência conseguiu ensinar 23 alunos das mais variadas idades e, em apenas 21 meses, conseguia fazer a apresentação pública da Banda.
A 23 de Outubro de 1983 era então apresentada à freguesia, a Filarmónica Recreio de São Lázaro, que ocorreu curiosamente na cerimónia de inauguração da Casa do Povo local.
O instrumental utilizado no seu início fora emprestado por outras coletividades congéneres. Só mais tarde, a 14 de Março de 1984, recebeu o seu primeiro instrumental, que embora sendo usado, contribuiu para a estabilidade da formação musical. A 26 de Maio de 1985, a Filarmónica Recreio de São Lázaro, estreava o seu primeiro fardamento.
Esta coletividade foi inicialmente sedeada num pequeno Salão Paroquial que após ter sofrido profundas obras de remodelação e ampliação, foi transformada, muito recentemente, numa sede com excelentes condições para todas as suas atividades. Trata-se de uma coletividade bastante dinâmica, que desempenha um papel insubstituível na promoção cultural da freguesia, na formação dos seus jovens e na afirmação dos seus habitantes como uma comunidade muito unida e com um profundo sentimento de realização social e comunitária.
A sua Banda Filarmónica, ao longo do tempo, tem feito diversas digressões a outras ilhas dos Açores, nomeadamente às ilhas do Pico, Terceira, Graciosa e Flores, participando mesmo, com especial regularidade, nos diversos eventos realizados por toda a ilha de São Jorge.
Em 2003 participa na gravação de um CD, editado pela Câmara Municipal da Calheta, juntamente com todas as Bandas do Concelho.
Em Outubro de 2006 grava finalmente e em exclusivo, o seu primeiro registo discográfico que será lançado por ocasião das comemorações do seu 25.º aniversário, a 17 de Dezembro do corrente ano.
Assim, nos termos regimentais e estatutários aplicáveis, a Assembleia Legislativa da Região Autónoma dos Açores, aprova um Voto de Congratulação pela passagem do 25.º Aniversário da Filarmónica Recreio de São Lázaro, da freguesia do Norte Pequeno, na Ilha de São Jorge, desejando a todos os seus associados, dirigentes e músicos, bem como a toda a população da freguesia e a todas as suas instituições, as maiores felicidades e a continuação de grandes sucessos na prossecução dos seus objetivos, bem como o nosso maior apreço pelo trabalho realizado e pelo empenho demonstrados ao longo destes 25 anos de relevantes serviços prestados à sua comunidade.
Aprovado, por unanimidade, pela Assembleia Legislativa da Região Autónoma dos Açores, na Horta, em 23 de Novembro de 2006."
O Presidente da Assembleia Legislativa da Região Autónoma dos Açores,
Fernando Manuel Machado Menezes

## Património Construído e Instituições com sede na Freguesia
Apesar desta ser a mais pequena freguesia da ilha de São Jorge possui para além de numerosas instituições possui também  agrupamentos, comissões e associações:
- Casa do Povo do Norte Pequeno - Fundada a 25 de Outubro de 1982.
- Cooperativa Agrícola de Laticínios do Norte Pequeno - Fundada em 1948.
- Grupo de Catequistas do Norte Pequeno.
- Sede da Junta de Freguesia do Norte Pequeno - Inaugurada a 05 de Março de 2013.
- Grupo 223 da Associação de Escoteiros de Portugal.
- Sociedade Filarmónica Recreio de São Lázaro - Fundada a 17 de Dezembro de 1981.
- Igreja Paroquial de São Lázaro.
- Ermida de Santa Filomena - Fajã da Penedia.
- Salão Paroquial - Construído em 1965.
- Irmandade do Divino Espírito Santo do Norte Pequeno - Construída em 1967.
- Império do Divino Espirito Santo - Construído em 1872.
- Comissão de Festas de Nossa Senhora do Rosário.
- Escola Básica e Jardim de Infância do Norte Pequeno.

## Heráldica do Norte Pequeno
O brasão do Norte Pequeno é constituído por um escudo verde, uma rosa dos ventos de prata, guarnecida e com o norte de vermelho, entre duas liras de prata, em chefe e uma vaca leiteira passante, de prata, malhada e ungulada de negro. A coroa mural de prata tem três torres. Possui ainda um listel branco, contendo a legenda a negro: “ NORTE PEQUENO “.
Os quatro pontos cardeais desse brasão, são assinalados com flores-de-lis. É quase impossível precisar a origem deste símbolo. A imagem da flor-de-lis foi usada nas armas da França em 496. O seu desenho era colocado no manto dos reis na época anterior às Cruzadas, na indumentária de luxo dos reis, nos pavilhões, nas bandeiras e, ainda hoje, em vários brasões de municípios franceses.
Em 1125, a bandeira da França apresentava um campo semeado de flores-de-lis, o mesmo acontecendo com o seu brasão de armas até o reinado de Carlos V (1364), quando passaram a figurar apenas três flores-de-lis. Refere-se que esse rei teria adoptado oficialmente o símbolo como emblema para honrar a Santíssima Trindade.
Na heráldica, crê-se que a flor-de-lis tenha tido a sua origem na flor-de-lótus do Egipto, no entanto há quem defenda que foi inspirada na alabarda ou lírio - um ferro de três pontas que se fincava nas fossas ou covas para espetar quem ali caísse. Outra possível origem é a de que seja uma cópia do desenho estampado nas antigas moedas assírias e muçulmanas. A flor-de-lis é símbolo de poder e soberania, assim como de pureza de corpo e alma.
A determinação dos rumos ou das direções dos ventos têm origem na antiguidade. Na Grécia Antiga começaram por associar aos ventos dois rumos, depois quatro, oito e finalmente doze rumos.
No início do século XVI, na época do Infante D. Henrique, surgem já 16 rumos (semelhante à representação do brasão do Norte Pequeno) e também já se usavam rosas-dos-ventos com 32 rumos. No início o rumo era associado exclusivamente à direção do vento, só mais tarde é que se os associaram aos pontos cardeais.
A tradição de decorar o Norte com uma flor-de-lis tem origem nas armas da família Anjou que reinou em Nápoles.
Na cartografia antiga aparece sempre a figura da rosa-dos-ventos. Os portugueses apresentavam-na com desenhos lindíssimos e incluíam algumas inovações, que vieram tornar-se hábito em toda a Europa, como por exemplo a flor-de-lis, para indicar o norte, e a cruz de Cristo para indicar o Oriente.
O destaque a vermelho, da flor-de-lis que indica o norte, no brasão do Norte Pequeno, bebe dessa antiga tradição.

## Ver também

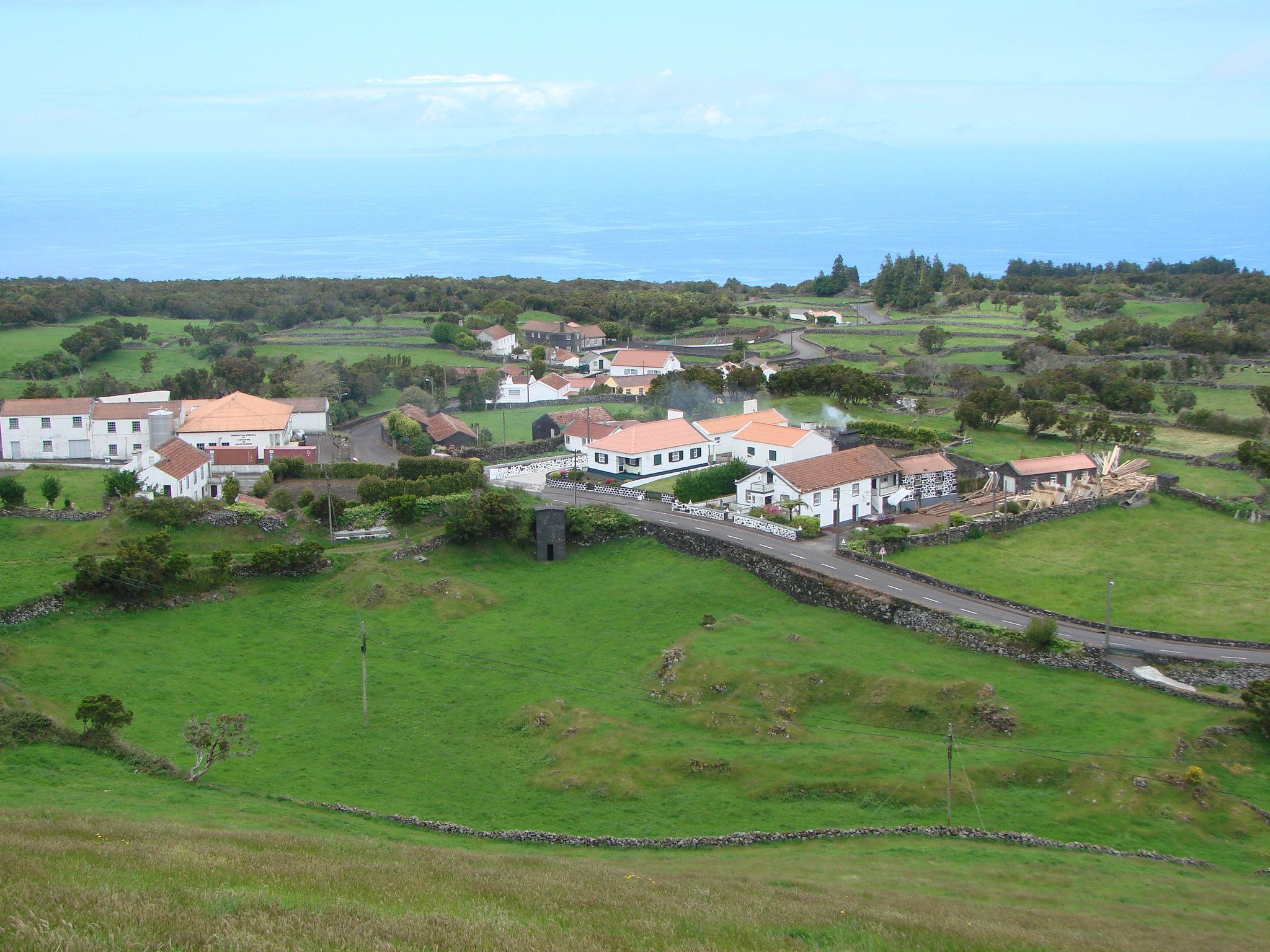
Norte Pequeno

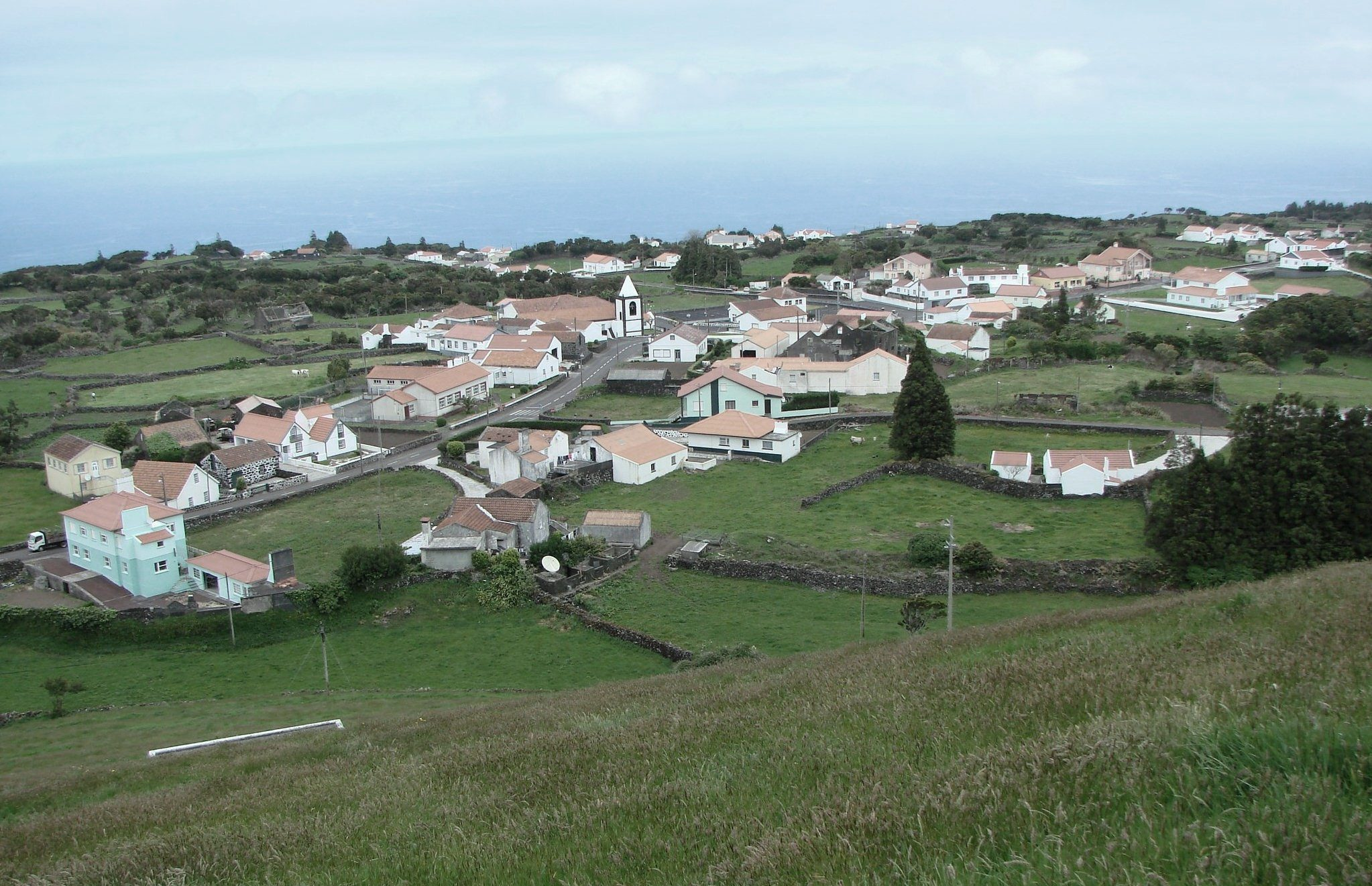
Norte Pequeno

## Cronologia
- 1690 - Edificação da primeira ermida, do Norte Pequeno, dedicada a São Lázaro, embrião da atual igreja paroquial, a Igreja de São Lázaro.
- 1712 - O Norte Pequeno é elevado a curato, sendo a sua ermida desligado da Matriz da Calheta, a Igreja de Santa Catarina, a quem devia obediência.
- 1757 – A Igreja de São Lázaro é destruída pelo grande terramoto de 1757, o famigerado Mandado de Deus.
- 1761 - Terminam as obras de restauro da Igreja de São Lázaro que tinha sido destruída pelo grande terramoto de 1757, o famigerado Mandado de Deus.
- 1872 - Construção do Império do Divino Espírito Santo.
- 1889 - Construção da Ermida de Santa Filomena (Fajã da Penedia).
- 1948 - Fundação da Cooperativa Agrícola de Laticínios do Norte Pequeno.
- 1965 - Construção do Salão Paroquial.
- 1967 - Construção do edíficio da Irmandade do Divino Espírito Santo do Norte Pequeno.
- 1981 – 17 de dezembro - Fundação da Filarmónica Recreio de São Lázaro.
- 1983 - 25 de outubro - Fundação da Casa do Povo do Norte Pequeno.
- 2003 - 17 de dezembro - Inauguração da Ampliação do Salão Paroquial dando origem à sede da Filarmónica Recreio de São Lázaro.
- 2004 - 5 de junho - Inauguração das obras realizadas no interior da Igreja Paroquial de São Lázaro. (Iniciadas em 2003).
- 2012 - Conclusão das obras realizadas no Passal Paroquial. (Iniciadas em 2011).
- 2013 - 5 de março - Inauguração da Sede da Junta de Freguesia do Norte Pequeno.

## Vídeos
- http://vimeo.com/61204149 - Vídeo de apresentação da Freguesia;
- https://web.archive.org/web/20130130093228/http://www.acorestube.com/video/2947/Especies-Do%C3%A7e-tradicional-Ilha-de-S%C3%A3o-Jorje - Confeção de Espécie (Doce tradicional);
- https://web.archive.org/web/20130208105526/http://www.acorestube.com/video/5163/Festa-SFilomena-Faj%C3%A3-da-Penedia-I-S-Jorge - Festa de Santa Filomena - Fajã da Penedia;
- https://web.archive.org/web/20120514111012/http://www.acorestube.com/video/4185/Tradicional-Matan%C3%A7a-do-porco-Ilha-S%C3%A3o-Jorge - Tradicionl Matança do Porco;
- https://web.archive.org/web/20120413152549/http://www.acorestube.com/video/4329/Casa-Regional-Freguesia-Norte-Pequeno-SJorge - Casa Regional no Norte Pequeno;
- https://web.archive.org/web/20130208104630/http://www.acorestube.com/video/3822/Grupo-de-Reis-2008-Norte-Pequeno-SJorge - Grupo de Reis Norte Pequeno 2008;
- https://web.archive.org/web/20120413150238/http://www.acorestube.com/video/7013/Baile-Regional--Norte-Pequeno-2005 - Baile Regional Norte Pequeno;
- https://web.archive.org/web/20120707012702/http://www.acorestube.com/video/7191/Inaugura%C3%A7%C3%A3o-trilho-pedestre-Ladeira-das-Faias-Km0 - Trilho pedestre Ladeira das Faias;
- https://web.archive.org/web/20160303231120/http://www.acorestube.com/video/6527/Festas-Senhora-do-Ros%C3%A1rio-N-Pequeno-2011 - Festas Senhora do Rosário;
- https://web.archive.org/web/20110903075036/http://www.acorestube.com/video/6242/Cortejo-festa-do-gado-NPequeno-2011 - Cortejo da Festa do Gado.